# 斯坦尼斯瓦夫·沃伊切霍夫斯基

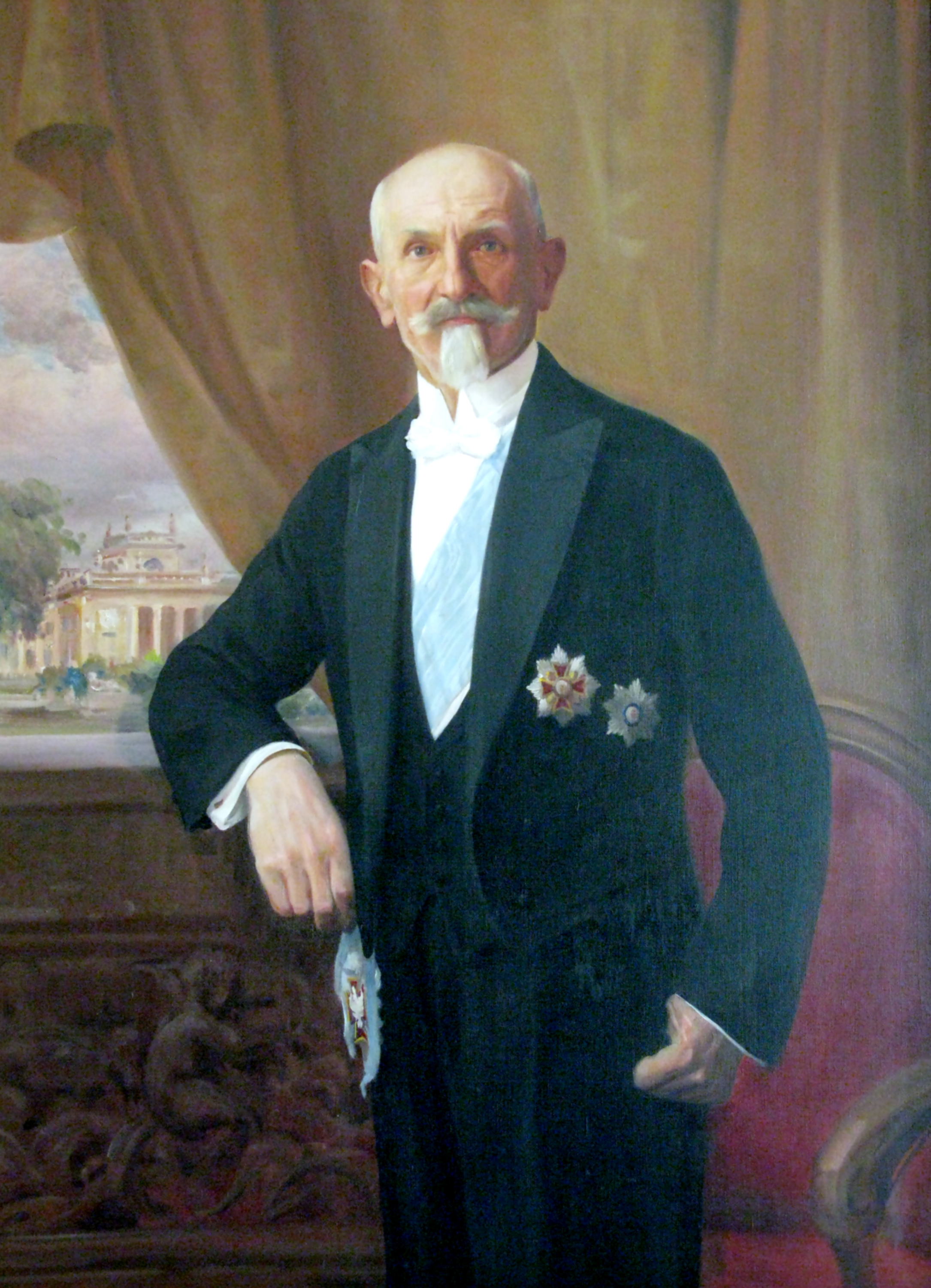
斯坦尼斯瓦夫·沃伊切霍日夫斯基的官方肖像（华沙皇家城堡）

斯坦尼斯瓦夫·沃伊切霍日夫斯基（波蘭語：Stanisław Wojciechowski，發音：[staˈɲiswaf vɔjt͡ɕɛˈxɔfskʲi]，1869年3月15日—1953年4月9日），他是波兰政治家、科学家，曾担任波兰总统（1922年－1926年）。
1922年，沃伊切霍日夫斯基接替被暗杀身亡的加布列尔·纳鲁托维奇当选为第二任波兰总统；在他担任总统期间，他与昔日社会党的同志约瑟夫·毕苏斯基元帅在国家的政治路线上分歧日深。1926年5月10日，沃伊切霍日夫斯基再次任命毕苏斯基的政敌文岑蒂·维托斯组阁，此举令矛盾激化；5月12日，已赋闲在家的毕苏斯基突然发动军事政变，沃伊切霍日夫斯基为避免政变扩大为全国性的内战，于是主动辞去了总统的职务 。